# Вор (фильм, 1967)
«Вор» (фр. Le Voleur) — франко-итальянский кинофильм, экранизация одноимённого романа 1897 года, писателя Жоржа Дариена.

## Сюжет
Жорж Рандаль, аристократ по происхождению, становится вором после того, как воспитывавший его дядя присвоил себе его наследство. Но даже встав из мести на путь воровства, он не утрачивает благородства, превратившись в Робин Гуда своего времени…

## В ролях
- Жан-Поль Бельмондо — Жорж Рандаль
- Женевьев Бюжо — Шарлотта
- Мари Дюбуа — Женевьева Дельпиель
- Жюльен Гийомар — аббат Феликс ла Маржель
- Поль Ле Персон —  Рожер Ла Онт
- Франсуаза Фабиан — Ида
- Мартина Сарсе — Рене
- Марлен Жобер — Бросали
- Шарль Деннер — канонир
- Пьер Этекс — карманник
- Кристиан Люд — дядя Урбан
- Бернадетт Лафон — девица Маргарита

## Интересные факты
- В 1967 году фильм был номинирован на главную премию Московского международного кинофестиваля.
- Особняк, который обокрал Жорж Рандаль, находился на улице Rue Parmentier д.38, в парижском районе Нёйи-сюр-Сен. Этот же особняк фигурирует в фильме «Как украсть миллион» — дом, где проживала главная героиня с отцом. В настоящее время особняк снесён, на его месте построен многоквартирный жилой дом.